# بانک جلبک
بانک جلبک (به انگلیسی: AlgaeBase) یک پایگاه داده‌های جهانی گونه‌ها از اطلاعات در مورد همهٔ انواع جلبک‌ها، و همچنین نوعی از گیاهان گلدار یعنی علف‌های دریایی است.
امروزه استفاده از میکروارگانیسم‌ها در صنایع و رشته‌های مختلف مانند صنایع غذایی،تصفیه پساب، آرایشی و … مورد توجه قرار گرفته است. یکی از شاخه‌های میکروارگانیسم‌ها، ریزجلبک‌ها هستند که کاربردهای متنوعی دارد. در دنیا سازمان‌های متعددی تحت عنوان بانک جلبک یا کلسیون جلبک وجود دارد که این ریزجلبک‌ها را پرورش و نگهداری کرده و به علاقه مندان عرضه می‌کنند.
بانک جلبک از وب‌سایت جلبک دریایی مایکل گویری تکامل یافت و به صورت پایگاه‌داده جلبک‌های سراسر دنیا-ساکنان آب شیرین، ناحیه بوم‌شناختی، آب لب‌شور، اقیانوس - توسعه یافت. تا سال ۲۰۰۵، پایگاه‌داده ۶۵٬۰۰۰ نام و تا سپتامبر ۲۰۰۶ ۱۲۲٬۲۴۰ نام گونه و زیرگونه و ۵٬۸۲۶ تصویر و ۳۸٬۲۹۰ و اطلاعات کتابشناختی و ۱۳۸٬۷۰۶ سوابق توزیعی در پایگاه وجود داشت. در حال حاضر بیشتر اطلاعات مربوط به جلبک‌های آبزی به‌ویژه جلبک دریایی تکمیل شده است. بیشتر اطلاعات مربوط به حدود ۳۰٬۰۰۰ گونه از جلبک‌ها از جمله: ۶۰۰۰ گونه از، ۱۵۰۰ گونه از سبزتباران آبزی و ۱۷۵۵ گونه جلبکهای قهوه‌ای تکمیل شده است. دیاتوم‌ها و جلبک‌های سبز کوچک آب شیرین ناقص‌ترین گروه‌های حال حاضر (اوت ۲۰۱۰) هستند.
برنامه‌ریزی توسط ویژوال‌دی (http://www.visualid.com) انجام شده است و بودجه گردآوری اطلاعات توسط اداره آموزش و پرورش ایرلند و برنامه پژوهشی در موسسات علمی سطح سوم تأمین شده و توسط چهار برنامه‌نویس انجام شده است. (http://www.hea.ie/en/prtli).